# Soliman den andre
Soliman den andre eller De tre sultaninnorna (Soliman II, ou les Trois sultannes) är en komisk opera i tre akter med musik av Joseph Martin Kraus och libretto av Johan Gabriel Oxenstierna efter Charles-Simon Favart. Som i sin tur hade hämtat texten från en berättelse av Jean-François Marmontel.
Den uruppfördes i Sverige den 22 september 1789 på Stora Bollhuset i Stockholm. I samband med operan framfördes även ett dansdivertissement Roxelanes kröning, med libretto av Marcadet som senare ändrades av Ledet och musik av Joseph Martin Kraus. Soliman den andre framfördes 17 gånger på Stora Bollhuset mellan 1789 och 1791. Under 1793 framfördes den fyra gånger på Gustavianska operahuset. Mellan 1793 och 1800 framfördes operan 8 gånger på Arsenalsteatern och 1817 fyra gånger på en okänd plats.

## Personer
| Roller                                            | Stämma                                              | Sverigepremiär den 22 september 1789 (Dirigent: -) |
| ------------------------------------------------- | --------------------------------------------------- | -------------------------------------------------- |
| Delia                                             | Sopran                                              |                                                    |
| Muftin                                            | Bas                                                 |                                                    |
| Roxelane, en fransyska                            | Sopran                                              | Fredrika Löven                                     |
| En dervisch                                       | Tenor                                               |                                                    |
| Elmire, en spanjorska                             | Talroll                                             |                                                    |
| Soliman den andra                                 | Talroll                                             |                                                    |
| Osmin, Kizlar Agha, chef över seraljen            | Talroll                                             |                                                    |
| Präster, kvinnor, dervischer, franker och turkar. | Damkör (SS), manskör (TTBB) och blandad kör (SSTB). |                                                    |